# Eslövs allmänning
Eslövs allmänning är ett naturreservat i Västra Sallerups socken i Eslövs kommun i Skåne. Det ligger centralt i Eslövs tätort.
Reservatet inrättades 1919 för sina höga geologiska värden och utökades norrut 2010. Det är idag ett av de äldsta naturreservaten i Sverige.
Skogen är dominerad av träd, bland annat av ek, ask och alm.
I den norra delen ligger Eslövs vattentorn, det är även parkmark. Hundramannastenen ligger även i området. Stenen hålls fritt från växtligheten.
Hela området används idag för promenader och ett utflyktsmål för skolorna. Genom Eslövs allmänning leder en del av ”Hälsans stig” igenom.